# سيدني روبنسون (سياسي)
سيدني روبنسون (بالإنجليزية: Sydney Walter Robinson)‏ هو فلاح وسياسي بريطاني (وحمل سابقاً جنسية المملكة المتحدة لبريطانيا العظمى وأيرلندا)، ولد في 1876، وتوفي في 17 نوفمبر 1950. حزبياً، نشط في الحزب الليبرالي. في الانتخابات العامة في المملكة المتحدة 1923 ‏، انتخب عضو برلمان المملكة المتحدة الـ33 عن دائرة Chelmsford ‏ (6 ديسمبر 1923 – 9 أكتوبر 1924).